# Gens Pompeia

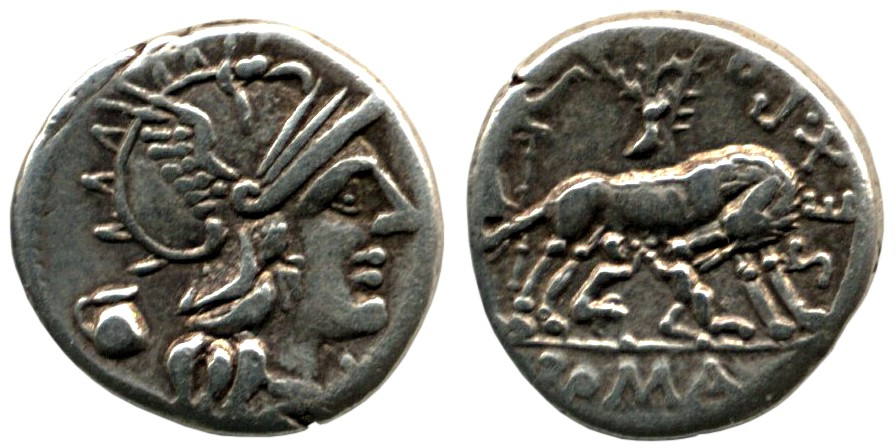
Un denario di Sesto Pompeo

La gens Pompeia (nomen Pompeius), fu una gens (clan familiare) plebea della Roma antica.
Analogamente a quello della Gens Pompilia, il suo nome deriva dall'antica radice indoeuropea Pumpu/funf, che significa "cinque/quinto" (comune anche al nomen Pomponius), e rappresenta la forma più arcaica del latino Quintus, numero ordinale usato come nome proprio, imposto normalmente al quinto figlio di una stessa famiglia. In latino si trova anche la forma Quintilius, con lo stesso significato.

## Origine
La leggenda dice che la Gens Pompeia fosse discendente da Alessandro Magno, da parte del suo figlio illegittimo, Eracle di Macedonia. Scappato ad un tentativo di assassinio, scappò dalla Frigia, patria natale, e si rifugiò in Italia, precisamente nel Piceno. Eracle sposò una nobile principessa picena chiamata Pumpea. Dalla loro unione nacque un figlio chiamato Pompeo. Da lui discese la Gens Pompeia.

## Membri della gens
- Quinto Pompeo: console nel 141 a.C.;
- Quinto Pompeo, Q. f.: figlio del precedente, tribuno della plebe intorno al 130 a.C., avversario di Tiberio Gracco;
- Sesto Pompeo, pretore nel 119 a.C.;[1]
- Quinto Pompeo Rufo: tribuno della plebe 100 a.C., console nell'88 a.C. assieme a Silla, ucciso dai soldati su istigazione di Pompeo Strabone;
- Quinto Pompeo Q. f. Rufo: figlio del precedente, genero di Silla, fu ucciso nelle stesse circostanze;
- Quinto Pompeo Q. f. Q. n.: figlio del precedente, nipote di Silla, fu partigiano di Pompeo Magno, che fu però costretto ad inviarlo in esilio nel 52 a.C. a causa dei suoi eccessi. Fratello di Pompea, moglie di Cesare;
- Quinto Pompeo Bitinico: amico di Cicerone, riordinò la Bitinia sotto forma di provincia e morì nel 48 a.C. accanto a Pompeo Magno di cui era parente;
- A. Pompeo Q.f. Bitinico: figlio del precedente, ucciso in Sicilia per ordine di Sesto Pompeo Magno;
- Pompea Silla: figlia di Quinto Pompeo Rufo, nipote di Silla, terza moglie di Cesare dal 68 al 62 a.C. Più giovane di lui di 14 anni, fu ripudiata perché sospettata di averlo tradito. Fu accusata, essendo Sacerdotessa della Dea Bona, di aver fatto entrare il suo amante Publio Claudio Pulcro, nel luogo ove si svolgeva una festa in onore della dea, festa riservata alle sole donne. Nel processo Cesare si disse convinto della sua innocenza  ed affermò di averla ripudiata perché sua moglie doveva essere "al di sopra di ogni sospetto";
- Gneo Pompeo Strabone: questore in Sicilia nel 104 a.C., console nell'89 a.C., padre di Pompeo Magno, disponeva di ampia clientela nel Piceno, acquisita nella Guerra Sociale;
- Sesto Pompeo: fratello di Pompeo Strabone, si tenne lontano dalla politica e si occupò di studi giuridici e matematici;
- Pompea Lucilia: sorella di Pompeo Strabone;
- Gneo Pompeo Magno: il triumviro 106 a.C. - 48 a.C., figlio di Pompeo Strabone;
- Pompea Strabonia: sorella di Pompeo Magno, antenata dei giulio-claudi;
- Pompea Magna: figlia di Pompeo Magno, antenata dei giulio-claudi;
- Quinto Pompeo Rufo: pretore nel 63 a.C., fu messo a presidio di Capua e delle scuole di gladiatori per prevenzione alla congiura di Catilina;
- Gneo Pompeo Cn. f. Cn. n. Magno (il giovane): figlio del triumviro, sconfitto da Cesare nella Battaglia di Munda nel 45 a.C., ucciso mentre fuggiva;
- Sesto Pompeo Magno: figlio del triumviro, avversario del II triumvirato. Dopo la morte di Cesare organizzò una flotta ed ottenne la supremazia sui mari, riuscendo a controllare la Sicilia e la Sardegna. Sconfitto nella battaglia di Mileto (Asia Minore) fu ucciso illegalmente da Marco Tizio, legato di Antonio;
- Gneo Pompeo: console suffetto 31 a.C.;
- Sesto Pompeo: console 14, amico di Ovidio;
- Pompeo Varo: citato da Orazio;
- Pompeo Grofo: amico di Orazio;
- Gaio Pompeo Longo Gallo: console 49;
- Sesto Pompeo Collega: console 93;
- Gneo Pompeo Trogo: storico del I secolo, di origine gallica;
- Quinto Pompeo Falcone: console nel 108, combatte in Dacia (storia) con Traiano;
- Quinto Pompeo Sosio Prisco: console 149;
- Marco Pompeo Macrino: console 164;
- Quinto Pompeo Senecio Roscio Murena Celio: console 169;
- Quinto Pompeo Sosio Falcone: console 193;
- Pompeo Probo: console 310.